# Psilotreta papaceki
Psilotreta papaceki är en nattsländeart som beskrevs av Malicky 1995. Psilotreta papaceki ingår i släktet Psilotreta och familjen böjrörsnattsländor. Inga underarter finns listade i Catalogue of Life.